# Àngel Nadal i Quirch
Àngel Nadal i Quirch   (Barcelona, 1930 - Barcelona, 26 de juny de 2016) fou un dibuixant de còmics català.
Va començar a treballar al camp del còmic el 1944, com ajudant d'altres dibuixants. El 1946 publica alguns quaderns d'aventures en l'editorial Fantasio, com Azul i Tokán el invencible, encara que prompte orienta els seus treballs cap a la historieta d'humor.
En la revista Jaimito d'Editorial Valenciana publica el 1948 la sèrie Sindulfo Sacarina, i el 1948 comença a treballar per a l'Editorial Bruguera. En la revista Pulgarcito, de l'editorial abans esmentada, crea diversos personatges: Casildo Calasparra (1948), Sandalio Pergamín (1948), Don Folio (1951), Don Cloroformo (1951) i la que seria la seua creació més recordada: Pascual, criado leal (1953).
L'estil dels seus treballs per a Bruguera és una barreja de caricatura i realisme. Prompte va destacar la seua capacitat per a dibuixar dones estilitzades i elegants, que van aparèixer en sèries com Rosita, la vampiresa (1951) i Marilín, chica moderna (1959). Altres sèries estaven dedicades en exclusiva als seus dibuixos de dones (Las mujeres de Nadal, 1954; Las chicas de Nadal, 1959) en un període de la història d'Espanya marcada per la censura, com Matildita y Anacleto, un matrimonio completo, o Maripili y Gustavito, todavía sin pisito. A pesar de la ingenuïtat dels seus plantejaments, aquestes sèries no estan exemptes d'un cert to crític.
El 1960 abandona l'editorial Bruguera i el mercat del còmic espanyol i comença a treballar per a agències internacionals, com la britànica Fleetway, per a la qual dibuixa al personatge de Buster, en la revista homònima. A través de l'agència Bardon Art, Nadal s'introdueix també en el mercat alemany, per al qual desenvolupa diverses historietes d'humor, publicades en revistes com Primo i Zack. En els anys 1970 dibuixa diversos personatges de Disney, com Goofy i Mickey Mouse, per a l'editorial danesa Gutenberghus. Va morir el 26 de juny de 2016 a la seva ciutat natal, als 85 anys.

## Obra
| Anys      | Títol                                        | Tipus             | Publicació              |
| --------- | -------------------------------------------- | ----------------- | ----------------------- |
| 1946      | Azul                                         | Serial            | Fantasio                |
| 1946      | Tokán, el Invencible                         | Serial            | Fantasio                |
| 1948      | Sindulfo Sacarino                            | Sèrie             | Jaimito                 |
| 1948      | Casildo Calasparra                           | Sèrie             | Pulgarcito, etc.        |
| 1948      | Ervigio Goropéndulo                          | Sèrie             | Pulgarcito              |
| 1948      | Sandalio Pergamín                            | Sèrie             | Pulgarcito              |
| 1951      | Rosita, la Vampiresa                         | Sèrie             | El DDT, etc.            |
| 1951      | Don Folio                                    | Sèrie             | Pulgarcito              |
| 1951      | Toby                                         | Sèrie             | S.O.S.                  |
| 1951      | Don Cloroformo                               | Sèrie             | Pulgarcito, etc.        |
| 1952      | Chistes cazados a lazo                       | Sèrie col·lectiva | El DDT                  |
| 1953      | Pascual, criado leal                         | Serie             | Pulgarcito              |
| 1953      | El humor visto por...                        | Sèrie col·lectiva | Pulgarcito              |
| 1954      | Las mujeres de Nadal                         | Sèrie             | El DDT, etc.            |
| 1954      | Matildita y Anacleto, un matrimonio completo | Sèrie             | El DDT                  |
| 1956      | A carcajada limpia                           | Sèrie col·lectiva | Pulgarcito              |
| 1958      | Maripili y Gustavito, todavía sin pisito     | Sèrie             | Sissi, Revista Femenina |
| 1958      | Las chicas de Nadal                          | Sèrie             | Can Can                 |
| 1959      | Los Cepillez                                 | Sèrie             | Cadete-K.D.T.           |
| 1959      | Humor sobre ruedas                           | Sèrie             | Tío Vivo                |
| 1959      | Tip y Top y su pandilla                      | Sèrie             | Tío Vivo                |
| 1959      | Marilín, chica moderna                       | Sèrie             | Tío Vivo                |
| 1959      | Ríase de...                                  | Sèrie col·lectiva | Tío Vivo                |
| 1962-1974 | Buster                                       | Sèrie             | Buster                  |
| 1963      | Blarney Bluffer                              | Sèrie             | Buster                  |
| 1970      | Goofy, Mickey Mouse                          | Sèrie             |                         |